# Readahead
readahead est un appel système de prélecture de fichier utilisé dans le système d'exploitation Linux. L'appel système readahead charge le contenu d'un fichier dans la mémoire vive. Quand le fichier est accédé par la suite, son contenu est lu à partir de la mémoire et non à partir du disque dur, ce qui est beaucoup plus rapide,.